# Consommation de cannabis

Prévalence en Europe de consommation cannabique au cours de la vie adulte selon les données de l'Observatoire européen des drogues et des toxicomanies (OEDT).

La liste des pays par consommation de cannabis classe les pays du monde selon la consommation de cannabis récréatif de leur population.
Dans l'Union européenne, environ 96 millions d’adultes, soit 29 % des personnes âgées de 15 à 64 ans, auraient déjà consommé des drogues illicites au cours de leur vie, selon le rapport européen 2017 de l'Observatoire européen des drogues et des toxicomanies (OEDT).

## Taux de prévalence

### Au cours d'une année (jeunes adultes européens)
Les données sont issues du rapport annuel 2018 de l'Observatoire européen des drogues et des toxicomanies (OEDT ou EMCCDA) et ont été constituées à partir d'estimations de prévalence à partir d'enquêtes nationales réalisées auprès de la population des jeunes adultes (15-34 ans). Elles concernent la consommation de cannabis sous toutes ses formes au moins une fois au cours de l'année écoulée.
| Pays                        | Année | 12 derniers mois |
| --------------------------- | ----- | ---------------- |
| Belgique                    | 2013  | 10,1 %           |
| Bulgarie                    | 2016  | 10,3 %           |
| Tchéquie                    | 2016  | 19,4 %           |
| Danemark                    | 2017  | 15,4 %           |
| Allemagne                   | 2015  | 13,3 %           |
| Estonie                     | 2008  | 13,6 %           |
| Irlande                     | 2015  | 13,8 %           |
| Grèce                       | 2015  | 4,5 %            |
| Espagne                     | 2015  | 17,1 %           |
| France                      | 2016  | 21,5 %           |
| Croatie                     | 2015  | 16,0 %           |
| Italie                      | 2017  | 20,7 %           |
| Chypre                      | 2016  | 4,3 %            |
| Lettonie                    | 2015  | 10,0 %           |
| Lituanie                    | 2017  | 6,0 %            |
| Luxembourg                  | 2016  | 9,8 %            |
| Hongrie                     | 2015  | 3,5 %            |
| Malte                       | 2013  | -                |
| Pays-Bas                    | 2016  | 15,7 %           |
| Autriche                    | 2015  | 14,1 %           |
| Pologne                     | 2014  | 9,8 %            |
| Portugal                    | 2016  | 8,0 %            |
| Roumanie                    | 2016  | 5,8 %            |
| Slovénie                    | 2012  | 10,3 %           |
| Slovaquie                   | 2015  | 9,3 %            |
| Finlande                    | 2014  | 13,5 %           |
| Suède                       | 2016  | 7,3 %            |
| Royaume-Uni                 | 2016  | 11,5 %           |
| Union européenne (avec R-U) | -     | 14,1 %           |
| Turquie                     | 2011  | 0,4 %            |
| Norvège                     | 2016  | 8,6 %            |

### Au cours d'une vie
La prévalence au cours de la vie concerne tous les adultes ayant consommé du cannabis psychotropique dans leur vie en pourcentage de la population totale.  La liste ci-dessous classe les pays selon le taux de prévalence de consommation cannabique au cours de la vie adulte,.  
Sauf quand une autre référence est indiquée, les données sont issues des rapports annuels de l'Observatoire européen des drogues et des toxicomanies (OEDT). 
| Pays             | Échelle géographique considérée                                                   | Année     | Classe d'âge | Consommateurs de cannabis (%) | Réf.   |
| ---------------- | --------------------------------------------------------------------------------- | --------- | ------------ | ----------------------------- | ------ |
| France           | Nationale                                                                         | 2018      | 16-34        | 44,6                          | [ 6 ]  |
| Canada           | Nationale                                                                         | 2005      | 15+          | 44,5                          | [ 7 ]  |
| Nouvelle-Zélande | Nationale                                                                         | 2004-2005 | 16+          | 41,9                          | [ 5 ]  |
| Danemark         | Nationale                                                                         | 2005      | 16-64        | 36,5                          |        |
| Australie        | Nationale                                                                         | 2007      | 14+          | 33,5                          | [ 8 ]  |
| Chili            | Nationale                                                                         | 2014      | 12-64        | 31,5                          | [ 9 ]  |
| États-Unis       | Nationale                                                                         | 2005      | 15-64        | 30,6                          |        |
| Royaume-Uni      | Nationale                                                                         | 2004      | 14+          | 29,6                          |        |
| Italie           | Nationale                                                                         | 2005      | 15-64        | 29,3                          |        |
| Espagne          | Nationale                                                                         | 2005-2006 | 15-64        | 28,6                          |        |
| Allemagne        | Nationale                                                                         | 2003      | 18-59        | 24,5                          |        |
| Pays-Bas         | Nationale                                                                         | 2005      | 15-64        | 22,6                          |        |
| Ghana            | Nationale                                                                         | 2007      | 15-64        | 21,5                          |        |
| Tchéquie         | Nationale                                                                         | 2004      | 18-64        | 20,6                          |        |
| Autriche         | Nationale                                                                         | 2004      | 15-64        | 20,1                          |        |
| Philippines      | Nationale                                                                         | 2002-2003 | 15-64        | 17,4                          |        |
| Norvège          | Nationale                                                                         | 2004      | 15-64        | 16,2                          |        |
| Slovaquie        | Nationale                                                                         | 2004      | 15-64        | 15,6                          |        |
| Finlande         | Nationale                                                                         | 2004      | 15-64        | 12,9                          |        |
| Luxembourg       | Nationale                                                                         | 1998      | 15-64        | 12,9                          |        |
| Suède            | Nationale                                                                         | 2006      | 16-64        | 12,0                          |        |
| Israël           | Nationale                                                                         | 2002-2004 | 21+          | 11,5                          | [ 5 ]  |
| Colombie         | Toutes les agglomérations du pays (approx, 73% de la population nationale).       | 2003      | 18-65        | 10,8                          | [ 5 ]  |
| Lettonie         | Nationale                                                                         | 2003      | 15-64        | 10,6                          |        |
| Belgique         | Nationale                                                                         | 2004      | 15-64        | 10,4                          | [ 5 ]  |
| Pérou            | Agglomérations de Lima, Trujillo, Tacna, Arequipa, Ayacucho, Tarapoto et Iquitos. | 2003      | 12-64        | 10,3                          | [ 10 ] |
| Hongrie          | Nationale                                                                         | 2003      | 18-54        | 9,8                           |        |
| Grèce            | Nationale (sauf les Îles Égéennes et Ioniennes)                                   | 2004      | 15-64        | 8,9                           |        |
| Afrique du Sud   | Nationale                                                                         | 2003-2004 | 18+          | 8,4                           | [ 5 ]  |
| Népal            | Toutes les agglomérations du pays (approx, 80% de la population nationale),       | 2001-2002 | 18-65        | 7,8                           | [ 5 ]  |
| Mexique          | Toutes les agglomérations du pays (approx, 75% de la population nationale),       | 2001-2002 | 18-65        | 7,8                           | [ 5 ]  |
| Pologne          | Nationale                                                                         | 2002      | 16-64        | 7,7                           |        |
| Lituanie         | Nationale                                                                         | 2004      | 15-64        | 7,6                           |        |
| Portugal         | Nationale                                                                         | 2001      | 15-64        | 7,6                           |        |
| Roumanie         | Nationale                                                                         | 2008      | 15-64        | 7,4                           |        |
| Chypre           | Nationale                                                                         | 2006      | 15-64        | 6,6                           |        |
| Liban            | Nationale                                                                         | 2002-2003 | 18+          | 4,6                           | [ 5 ]  |
| Bulgarie         | Nationale                                                                         | 2005      | 18-60        | 4,4                           |        |
| Malte            | Nationale                                                                         | 2001      | 18-64        | 3,5                           |        |
| Nigeria          | 21 des 36 régions du pays, représentant 57% de la population nationale,           | 2002-2003 | 18+          | 2,7                           | [ 5 ]  |
| Japon            | Agglomérations de Kōnosu, Ichikikushikino, Nagasaki et Okayama.                   | 2002-2003 | 20+          | 1,5                           | [ 5 ]  |
| Chine            | Agglomérations de Pékin et de Shanghai,                                           | 2002-2003 | 18+          | 0,3                           | [ 5 ]  |